# Gran Premio de Denain 2024
La 65.ª edición de la clásica ciclista Gran Premio de Denain fue una carrera en Francia que se celebró el 14 de marzo de 2024 sobre un recorrido de 196,2 kilómetros con inicio y final en la ciudad de Denain.
La carrera formó parte del UCI ProSeries 2024, dentro de la categoría 1.Pro, y fue ganada por el alemán Jannik Steimle del Q36.5. Completaron el podio, como segundo y tercer clasificado respectivamente, los belgas Ceriel Desal del Bingoal WB y Dries Van Gestel del TotalEnergies.

## Equipos participantes
Tomaron parte en la carrera 20 equipos: 9 de categoría UCI WorldTeam, 7 de categoría UCI ProTeam y 4 de categoría Continental. Formaron así un pelotón de 137 ciclistas de los que acabaron 87. Los equipos participantes fueron:
| WorldTeams (9)- Alpecin-Deceuninck - Arkéa-B&B Hotels - Cofidis - Decathlon-AG2R La Mondiale - Groupama-FDJ - Intermarché-Wanty - Soudal Quick-Step - Team Jayco AlUla - UAE Team Emirates ProTeams (7)- Bingoal WB - Euskaltel-Euskadi - Lotto Dstny - Q36.5 Pro Cycling Team - TDT-Unibet - Team Flanders-Baloise - TotalEnergies Equipos continentales (4)- CIC U Nantes Atlantique - Nice Métropole Côte d'Azur - Saint Michel-Mavic-Auber 93 - Van Rysel-Roubaix |
| |

## Clasificación final
- La clasificación finalizó de la siguiente forma:[3]

| \| Clasificación general \| Clasificación general \| Clasificación general \| Clasificación general \| Clasificación general \| \| Ciclista \| Ciclista \| Equipo \| Tiempo \| \| \| --------------------- \| --------------------- \| ---------------------- \| --------------------- \| --------------------- \| \| 1.º \| Jannik Steimle \| Q36.5 Pro Cycling Team \| 4 h 40 min 31 s \| \| \| 2.º \| Ceriel Desal \| Bingoal WB \| + 0 s \| \| \| 3.º \| Dries Van Gestel \| TotalEnergies \| + 11 s \| \| \| 4.º \| Arnaud De Lie \| Lotto Dstny \| + 11 s \| \| \| 5.º \| Hugo Page \| Intermarché-Wanty \| + 11 s \| \| \| 6.º \| Maxime Jarnet \| Van Rysel-Roubaix \| + 13 s \| \| \| 7.º \| Brent Van Moer \| Lotto Dstny \| + 15 s \| \| \| 8.º \| Aimé De Gendt \| Cofidis \| + 1 min 06 s \| \| \| 9.º \| Simon Dehairs \| Alpecin-Deceuninck \| + 1 min 09 s \| \| \| 10.º \| Amaury Capiot \| Arkéa-B&B Hotels \| + 1 min 09 s \| \| |                  |                        |                 |
| |                  |                        |                 |
| Fuente: ProCyclingStats |                  |                        |                 |
| Clasificación general |                  |                        |                 |
| Ciclista | Ciclista         | Equipo                 | Tiempo          |
| 1.º | Jannik Steimle   | Q36.5 Pro Cycling Team | 4 h 40 min 31 s |
| 2.º | Ceriel Desal     | Bingoal WB             | + 0 s           |
| 3.º | Dries Van Gestel | TotalEnergies          | + 11 s          |
| 4.º | Arnaud De Lie    | Lotto Dstny            | + 11 s          |
| 5.º | Hugo Page        | Intermarché-Wanty      | + 11 s          |
| 6.º | Maxime Jarnet    | Van Rysel-Roubaix      | + 13 s          |
| 7.º | Brent Van Moer   | Lotto Dstny            | + 15 s          |
| 8.º | Aimé De Gendt    | Cofidis                | + 1 min 06 s    |
| 9.º | Simon Dehairs    | Alpecin-Deceuninck     | + 1 min 09 s    |
| 10.º | Amaury Capiot    | Arkéa-B&B Hotels       | + 1 min 09 s    |

## Ciclistas participantes y posiciones finales
Convenciones:
- AB-N: Abandono en la etapa "N"
- FLT-N: Retiro por llegada fuera del límite de tiempo en la etapa "N"
- NTS-N: No tomó la salida para la etapa "N"
- DES-N: Descalificado o expulsado en la etapa "N"

## UCI World Ranking
El Gran Premio de Denain otorgó puntos para el UCI World Ranking para corredores de los equipos en las categorías UCI WorldTeam, UCI ProTeam y Continental. Las siguientes tablas son el baremo de puntuación y los diez corredores que obtuvieron más puntos:
| Posición              | 1.º | 2.º | 3.º | 4.º | 5.º | 6.º | 7.º | 8.º | 9.º | 10.º | 11.º | 12.º | 13.º | 14.º | 15.º | 16.º-30.º | 31.º-40.º |
| Clasificación general | 200 | 150 | 125 | 100 | 85  | 70  | 60  | 50  | 40  | 35   | 30   | 25   | 20   | 15   | 10   | 5         | 3         |

| Clasificación |                  |                    |         |
| Posición      | Ciclista         | Equipo             | General |
| ------------- | ---------------- | ------------------ | ------- |
| 1.º           | Jannik Steimle   | Q36.5              | 200     |
| 2.º           | Ceriel Desal     | Bingoal WB         | 150     |
| 3.º           | Dries Van Gestel | TotalEnergies      | 125     |
| 4.º           | Arnaud De Lie    | Lotto Dstny        | 100     |
| 5.º           | Hugo Page        | Intermarché-Wanty  | 85      |
| 6.º           | Maxime Jarnet    | Van Rysel-Roubaix  | 70      |
| 7.º           | Brent Van Moer   | Lotto Dstny        | 60      |
| 8.º           | Aimé De Gendt    | Cofidis            | 50      |
| 9.º           | Simon Dehairs    | Alpecin-Deceuninck | 40      |
| 10.º          | Amaury Capiot    | Arkéa-B&B Hotels   | 35      |